# Gusen
La Gusen est une rivière de Haute-Autriche qui naît de la confluence de la Große Gusen (de) et de la Kleine Gusen (de). Elle termine son parcours dans le Danube après 17,5 km.
C'est aussi le nom d'un camp de concentration : le camp de concentration de Gusen.

## Source
- (en) Cet article est partiellement ou en totalité issu de l’article de Wikipédia en anglais intitulé « Gusen (Fluss) » (voir la liste des auteurs).